# Сташа Зајовић
Станислава Сташа Зајовић (рођена 25. јануара 1953. године у Никшићу) је aнтиратна, феминистичка aктивисткиња која у свом раду следи принципе залагања за мир и људска права. Једна је од оснивачица и координаторка београдске невладине организације Жене у црном. Cвојим дугогодишњим активистичким радом, едукативним пројектима, бројним текстовима и зборницима које је уредила, учешћем на међународним и регионалним конференцијама о важним друштвеним питањима, као и стварањем регионалне антиратне мреже Жена у црном освојила је поверење и поштовање жртава ратних сукоба из 90их широм региона, као и бројне међународне награде и признања за свој рад, Била је и међу номинованима за Нобелову награду за мир. Њен ангажман обухвата широк спектар активности од солидарности са приговарачима савести и дезертерима; континуиране борбе против: ратних злочина, наоружавања, милитаризма, патријархата; до повезивања жртава са различитих страна ратних сукоба дуготрајним и дубоким пријатељским везама, укључујући едукативни и политички рад на превазилажењу ратних траума кроз активистички ангажман жртава; затим борбу за права жена да одлучују о својим репродуктивним правима, итд.

## Биографија
Сташа Зајовић је 1997. године дипломирала на Филолошком факултету Универзитета у Београду, где је студирала романску групу језика, шпански језик и књижевност.
У активизам улази као симпатизерка левог дисидентског покрета, окупљеног око Отвореног универзитета. Инцидент који се десио 28. априла 1984. године, када је заједно с другим полазницима Отвореног универзитета била ухапшена, био је прекретница која је дубоко утицала на њен даљи активистички ангажман.
Од раних осамдесетих активно суделује у раду феминистичке групе Жена и друштво у Београду, где је била једна од оснивачица СОС телефона за жене и децу жртве насиља.
У току ратова у Југославији, 1991. постаје једна од оснивачица београдске невладине организације Жене у црном, у оквиру које учествује у многим антиратним демонстрацијама и перформансима усмереним против ратних злочина, милитаризма, национализма и фундаментализма.  Од оснивања групе Жене у црном до данас учествовала је у многобројним протестним уличним акцијама, помагала је породицама жртава ратних злочина, женама избеглицама и жртвама силовања у рату. 
Као истакнута активисткиња и неко ко се залаже за кажњавање ратних злочина, била је мета вишеструких физичких напада екстремних националиста , као и административних забрана. 
Имала је значајну улогу у многим друштвеним мрежама, коалицијама, конференцијама. Написала је многе чланке о феминистичким питањима попут улоге жена у рату, као и о мировној политици и међународној солидарности. Покретала је бројне едукативне програме. Написала је две књиге и уредила велики број зборника. Подржава идеју грађанске непослушности.
"И управо је Сташина "прича", док мирно стоје у Кнез Михаиловој улици са размотаним транспарентом - Стоп рату: Антимилитаризам - наш избор; Стоп касетној муницији; Никада нећемо заборавити геноцид у Сребреници или када са породицама жртава оде у Ораховац на комеморацију Србима страдалим у нападу Ослободилачке војске Косова (ОВК) 1998 - таква да објашњава у потпуности њен антиратни ангажман и мото организације - Увек непослушна." 

## Активизам
Активистичко искуство Сташе Зајовић: 
- Од 1985. до 1991/92. године се бавила следећим активностима: активизмом у феминистичкој групи Жена и друштво у Београду; оснивањем СОС телефона за жене и децу жртве насиља, Београдског женског лобија, Женског парламента у Београду, Цивилног покрета отпора; такође је била и активисткиња Центра за антиратну акцију у Београду.
- 1991. године је била једна од оснивачица феминистичко-пацифистичке групе Жене у црном.
- Рад у групи Жене у црном: Сташа Зајовић је активна учесница у свим антиратним ацијама, перформансима, мировним протестима и другим видовима уличних активности од 1991. године.
- Од 1993. до 1996. се интензивно волонтерски бавила помагањем у неколико избегличких кампова у Србији.
- Током деведесетих и раних двехиљадитих година је учествовала у следећим женским мировним мрежама: Међународна мрежа Жена у црном/Међународна мрежа женске солидарности против рата, Мрежа за приговор савести у Србији, Мрежа Жена у црном Србије, Женска мировна коалиција.
- Регионалну иницијативу Женски суд  – феминистички приступ правди покренуле су 2010. године феминистичке организације из свих земаља бивше Југославије укључујући и Жене у црном. Током четири године интензивно су радиле на припремама за организовање Женског суда, при том стварајући феминистички модел изградње мира, правде и одговорности. Активности су укључивале стварање солидарне мреже сведокиња, активисткиња, терапеуткиња, теоретичарки и уметница. Феминистички приступ правди има за циљ промишљање и стварање нове политике знања. Њиме се преипитује однос између теорије и праксе/искуства, гради међусобна солидарност и поверење, алтернативна женска историја и колективно историјско памћење.[8]

"Имале смо преко 2500 уличних акција, без обзира на ужасне проблеме који су највише произлазили из тога што смо се фокусирале и никада нисмо одустале од питања одговорности за рат и ратне злочине 90-их. Отуда сви наши највећи проблеми, Произвеле смо потпуно нове праксе јер у вези са транзиционом правдом нисмо имале никакве моделе. То су праксе које заговарају феминистички приступ правди, као што је посећивање места злочина почињених у наше име. То је потпуно нова врста политике. Захваљујући тим праксама и доследности, ми смо могле да окупимо жене жртве из свих земаља бивше Југославије у Женски суд. Мислим да нећу бити претенциозна ако кажем да то није нико други успео, јер су оне из заједнице жртава тражиле да ми контролишемо тај процес. То није било зато што смо ми високопрофесионалне, већ због изграђеног огромног повјерења. Шест година смо стајале на Тргу републике током ратова. То је нова парадигма мировног присуства у јавности на Тргу који је симбол најгорих националистичких наратива, а ти га преокрећеш у место саосећања са онима који су проглашени неподобнима, непријатељима, са онима који су субверзивни. То су жртве различитих етничких предзнака. Ми смо у таквим околностима направиле плуралитет јавности, реаговале смо не само на контекст зла већ смо и производиле једну другачију јавност. То смо радиле заједно са уметничким колективима, стварајући субверзивно сећање, субверзивно памћење, другачију меморијализацију.”

Сташа Зајевић

## Учешће на међународним конференцијама
Учествовала је на бројним значајним конференцијама, међу којима су оне у Алтернативним форумима Организације уједињених нација, War Resisters International, Европском конгресу мира и Европском парламенту, као и Развојном фонду Организације уједињених нација за жене (УНИФЕМ). 
Важно је и њено чланство у међународним телима попут Саветодавне групе УНИФЕМ-а, као и у Извршном савету Глобалне мреже за репродуктивна права (чије је седиште у Амстердаму). 

## Награде и признања
Неке од значајних награда и номинација: 
- Миленијумска награда за мир, УНИФЕМ (награда је уручена Женама у црном 2001. године)
- Почасна грађанка Тутина/Санџак (2004)
- Почасна грађанка Гранаде (2004)
- Номинација "1000 жена за Нобелову награду за мир" (2005)

- Номинације за личност године листа Данас (2005 и 2007)

Још награда: 
- Награда "Освајање слободе" (2022)[11]